# تفنگداران سنگالی

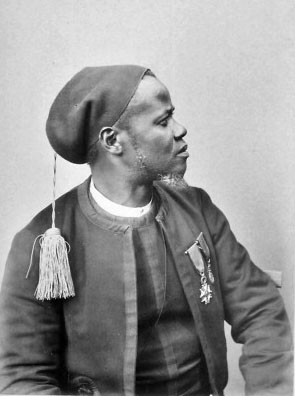
یورا کومبا، ستوان ۳۸ ساله تفنگداران سنگالی در نمایشگاه جهانی (۱۸۸۹)

تفنگداران سنگالی (فرانسوی: Tirailleurs Sénégalais‎) واحدی از پیاده‌نظام مستعمراتی بود که ابتدا از سنگال در آفریقای غربی فرانسه و سپس از تمام مستعمرات آفریقایی فرانسه در آفریقا سربازگیری می‌کرد.
از آنجایی که نخستین واحدهای این یگان در سال ۱۸۵۷ میلادی در سنگال تحت استعمار فرانسه شکل گرفت پسوند سنگالی به این یگان متصل شد و با آن ماند. این یگان در جنگ‌های بسیاری برای فرانسه حضور داشتند. در جنگ جهانی اول تفنگداران سنگالی شامل ۲۰۰ هزار نفر می‌شدند که از این تعداد ۱۳۵ هزار نفر به جبهه‌های جنگ در اروپا فرستاده شدند و ۳۰ هزار نفر در آنجا کشته شدند. در جنگ جهانی دوم نیز تفنگداران سنگالی شامل ۱۷۹ هزار سرباز می‌شد که ۴۰ هزار نفر از ایشان به جبهه‌های جنگ در اروپا فرستاده شدند.
علاوه بر این واحد، نیروهای دیگری نیز از مستعمرات گوناگون فرانسه تشکیل یافتند. به واحدهایی که از اعراب و بربرهای شمال آفریقا (کشورهای الجزایر، تونس و مراکش امروزی) تشکیل می‌شدند تفنگداران شمال آفریقا و به واحدهایی که از هندوچین فرانسه سربازگیری می‌شدند تفنگداران تونکین گفته می‌شد.